# Anolis guamuhaya
Anolis guamuhaya — вид ігуаноподібних ящірок родини анолісових (Dactyloidae). Ендемік Куби.

## Поширення і екологія
Anolis guamuhaya мешкають в горах Гуамухая (західній частині гір Ескамбрай) на території провінцій Санкті-Спіритус і Сьєнфуегос в центральній Кубі. Вони живуть в мезофільних вічнозелених лісах, на висоті від 500 до 900 м над рівнем моря. Живляться комахами.

## Збереження
МСОП класифікує цей вид як такий, що перебуває під загрозою зникнення. Anolis guamuhaya загрожує знищення природного середовища.